# Michal Hampel
Michal Hampel (* 10. května 1976) je bývalý český fotbalista, útočník.

## Fotbalová kariéra
V české lize hrál za SFC Opava. Nastoupil v 39 ligových utkáních a dal 2 góly. Ve druhé lize hrál i za FC Vítkovice a FK VP Frýdek-Místek.

## Ligová bilance
| Ročník                          | Zápasy | Góly | Klub                |
| ------------------------------- | ------ | ---- | ------------------- |
| 2. česká fotbalová liga 1993/94 | -      | 0    | SFC Opava           |
| 2. česká fotbalová liga 1994/95 | -      | 1    | SFC Opava           |
| 1. česká fotbalová liga 1995/96 | 11     | 0    | SFC Opava           |
| 2. česká fotbalová liga 1996/97 | 15     | 2    | FC Vítkovice        |
| Gambrinus liga 1997/98          | 7      | 0    | SFC Opava           |
| 2. česká fotbalová liga 1998/99 | 14     | 2    | FK VP Frýdek-Místek |
| Gambrinus liga 1999/00          | 3      | 0    | SFC Opava           |
| 2. česká fotbalová liga 2000/01 | 30     | 9    | SFC Opava           |
| Gambrinus liga 2001/02          | 18     | 2    | SFC Opava           |
| 2. česká fotbalová liga 2002/03 | 10     | 2    | SFC Opava           |
| CELKEM 1. česká liga            | 39     | 2    |                     |